# 圣樊尚 (多姆山省)
圣樊尚（法語：Saint-Vincent，法語發音：[sɛ̃ vɛ̃sɑ̃]）是法国多姆山省的一个市镇，位于该省南部偏西，属于伊苏瓦尔区。

## 地理
圣樊尚（45°32'56"N, 3°7'58"E）面积5.84 平方千米，位于法国奥弗涅-罗讷-阿尔卑斯大区多姆山省，该省份为法国中南部省份，北起阿列省接壤，东临卢瓦尔省，南至上盧瓦爾省和康塔爾省，西接科雷兹省和克勒兹省。
与圣樊尚接壤的市镇（或旧市镇、城区）包括：尚佩、克莱芒萨、圣弗洛雷、图尔泽勒-龙济耶尔。

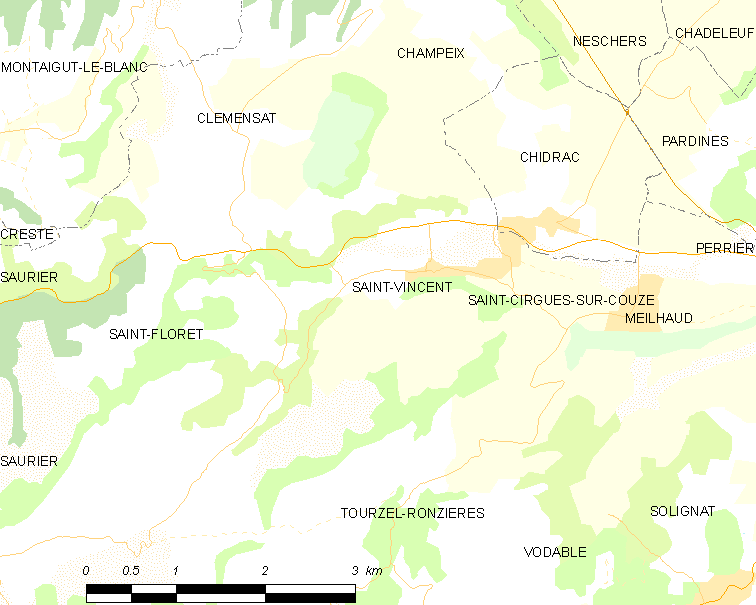
的OSM定位图

圣樊尚的时区为UTC+01:00、UTC+02:00（夏令时）。

## 行政
圣樊尚的邮政编码为63320，INSEE市镇编码为63403。

## 政治
圣樊尚所属的省级选区为勒桑西县。

## 人口

1962-2008年间人口变化图示

圣樊尚于2022年1月1日时的人口数量为417人。